# Château Citran
 (août 2021).
Le château Citran est un château et un domaine viticole du Haut-Médoc. Il est situé à Avensan, près de Margaux. L'ensemble des bâtiments du domaine est inscrit au titre des monuments historiques en 2012.

## Historique
L'histoire du domaine remonte à un château fort du XIIIe siècle qui devient ensuite la seigneurie du marquis de Donnissan (cf. Guy Joseph de Donnissan, marquis de Citran). 
En 1832, il est acquis par la famille Clauzel  qui le revend en 1922.
Après 1945, la famille Miailhe replante le domaine qui était tombé en décadence. 
Le domaine est vendu en 1986 à la compagnie japonaise Touko dépendant de la holding Fujimoto. 
Le domaine et son château appartiennent depuis 1997 au groupe Taillan, dirigé par Jacques Merlaut, qui possède entre autres d'autres vignobles bordelais, comme Château Gruaud-Larose, ou bien est associé aux propriétaires de Château Ferrière, Château Chasse-Spleen et Château Haut-Bages Libéral. Le château Citran est administré par Denis Merlaut.

## Domaine viticole
Château Citran est un domaine viticole du Haut-Médoc classé cru bourgeois en 2010, qui appartient à l'Alliance des crus bourgeois du Médoc. Sur la propriété de 410 hectares, 90 hectares sont consacrés à la vigne.
Il produit un second vin intitulé Les Moulins de Citran.

## Architecture
Le château actuel a été rebâti entre 1861 et 1864 par l'architecte Pierre-Charles Brun, à l'emplacement du château médiéval entouré de douves.